# 2012年夏季殘疾人奧林匹克運動會田徑女子4×100米接力賽
2012年夏季殘疾人奧林匹克運動會的女子4×100米接力賽會在9月4日在倫敦奧林匹克體育場舉行，本項目只有1個由4個運動級別合併而成的混合級別，並產生1面金牌。

## 賽程
所有時間為英國夏令時間 (UTC+1) 
| 日期   | 時間  | 階段         |
| ------ | ----- | ------------ |
| 9月4日 | 12:12 | T35-38級預賽 |
| 9月4日 | 21:15 | T35-38級決賽 |

## 外部連結
- 2012年殘奧會田徑比賽時間表（英文）